# The Amazing Adrenalini Brothers
The Amazing Adrenalini Brothers (in het Nederlands uitgezonden als De Verbazingwekkende Adrenalini Broertjes) is een 2D-Flash-animatieserie. Het komt oorspronkelijk van Cartoon Network in Engeland, maar daar werd nooit iets gedaan met het programma. Pesky Ltd. en Studio B in Vancouver hebben het ontwikkeld. Het programma won in 2006 de Children's Television BAFTA voor beste animatieserie.
In Nederland en Vlaanderen kwam het sinds 6 december 2006 op Nickelodeon en sinds 8 september 2007 op Cartoon Network.

## Het verhaal
Drie rondtrekkende mannen uit het land Réndøosîa (een fictief Europees land waar veel onnatuurlijke dingen schijnen te gebeuren) komen vele gevaren tegen. Xan, Adi en Enk proberen op te treden op verscheidene plekken, waar altijd iets wonderbaarlijks gebeurt. Door hun kunsten worden deze problemen meestal, niet zonder slag of stoot, opgelost. Een uitspraak welke vaak gebruikt wordt door de broertjes is: "Yahzaa Adrenalini!" Meestal is dit na een stunt of optreden.
De drie gebroeders spreken geen woord verstaanbare taal. Ze gebruiken fictieve woorden, maar uitspattingen zoals "Eek!" en "Aaah" gebruiken ze wel. Ze kunnen wel lezen, en proberen soms ook wel een woordje Engels te spreken, bijvoorbeeld in een aflevering waarin Xan een flyer ziet liggen met de tekst "Rock Hammer". Later in die aflevering, probeert hij het te zeggen, maar in plaats van "Rock music!" zegt hij "Rok moozik!" Overigens kunnen de broertjes elkaars naam wel zeggen.

## Grimzimistan
Grimzimistan is het vijandelijke land van Réndøosîa. Dit land is gezien in de aflevering 'Flames of Fury and Rockets of Rage'. Grimzimistan ligt naast Réndøosîa. De taal die daar gesproken wordt, is dezelfde als de taal van Réndøosîa, omdat Enk kan praten met de bewoners van dit land.